# Oliver Szymanski
Oliver Szymanski (Berlín, 27 de julio de 1990) es un deportista alemán que compitió en vela en la clase 470. Ganó una medalla de oro en el Campeonato Europeo de 470 de 2015.

## Palmarés internacional
| \| Campeonato Europeo \| Campeonato Europeo \| Campeonato Europeo \| Campeonato Europeo \| \| Año \| Lugar \| Medalla \| Clase \| \| ------------------ \| ------------------ \| ------------------ \| ------------------ \| \| 2015 \| Aarhus (Dinamarca) \| Medalla de oro \| 470 \| |                    |                |       |
| Campeonato Europeo |                    |                |       |
| Año | Lugar              | Medalla        | Clase |
| 2015 | Aarhus (Dinamarca) | Medalla de oro | 470   |